# Техническая система
Техническая система — искусственно созданная система, предназначенная для удовлетворения определенной потребности, существующая 1) как изделие производства, 2) как устройство, потенциально готовое совершить полезный эффект, 3) как процесс взаимодействия с компонентами окружающей среды, в результате которого образуется полезный эффект.
К техническим системам относятся отдельные машины, аппараты, приборы, сооружения, ручные орудия, их элементы в виде узлов, блоков, агрегатов и др.

## Функциональный состав и свойства объектов технической системы[2]
В каждой ТС существует функциональная часть — объект управления (ОУ). Функции ОУ в ТС заключаются в восприятии управляющих воздействий (УВ) и в изменении в соответствии с ними своего состояния. ОУ в ТС не выполняет функций принятия решений, то есть не формирует и не выбирает альтернативы своего поведения, а только реагирует на внешние (управляющие и возмущающие) воздействия, изменяя свои состояния предопределенным его конструкцией образом.
В объекте управления всегда могут быть выделены две функциональные части — сенсорная и исполнительная.
Сенсорная часть образована совокупностью технических устройств, непосредственной причиной изменения состояний каждого из которых является соответствующие ему и предназначенные для этого управляющие воздействия. Примеры сенсорных устройств: выключатели, переключатели, задвижки, заслонки, датчики и другие подобные им по функциональному назначению устройства управления техническими системами.
Исполнительная часть образована совокупностью материальных объектов, все или отдельные комбинации состояний которых рассматриваются в качестве целевых состояний технической системы, в которых она способна самостоятельно выполнять предусмотренные её конструкцией потребительские функции. Непосредственной причиной изменения состояний исполнительной части ТС (ОУ в ТС) являются изменения состояний её сенсорной части.

## Классификационные признаки объектов
- представляют собой целостную совокупность конечного множества совзаимодействующих материальных объектов
- имеют условия штатной эксплуатации, предусмотренные их конструкцией
- содержат последовательно взаимодействующие друг с другом сенсорные и исполнительные функциональные части
- имеют модели управляемого предопределенного причинно-следственного поведения в пространстве достижимых равновесных устойчивых состояний
- имеют целевые состояния, соответствующие состояниям исполнительной части объекта управления в ТС
- имеют способность, находясь в целевых состояниях, самостоятельно выполнять потребительские функции

Техническая система — это целостная совокупность конечного числа взаимосвязанных материальных объектов, имеющая последовательно взаимодействующие сенсорную и исполнительную функциональные части, модель их предопределенного поведения в пространстве равновесных устойчивых состояний и способность, при нахождении хотя бы в одном из них (целевом состоянии), самостоятельно выполнять в штатных условиях предусмотренные её конструкцией потребительские функции.
Техническая подсистема — это часть системы, имеющая все признаки объектов таксона «технические системы».
Техническая подсистема может быть частью некоторой системы, которая сама может не относиться к классу ТС.
Устройство — это целостная совокупность конечного числа взаимосвязанных материальных объектов, имеющая модель предопределенного поведения и равновесные устойчивые состояния в штатных условиях эксплуатации.
В определении понятия «устройство» учитывается, что оно как составная часть ТС также должно иметь равновесные устойчивые состояния, определяющие свойства целевых состояний системы в целом.
Деталь — неразделимый на элементы материальный и функциональный объект технической системы или устройства.
В этом определении учитывается, в частности, «функциональное» свойство детали, которое заключается в её способности выполнять отведенную ей конструктором роль в ТС, то есть быть исправной.